# Давид, Джованни
Джованни Давид(е) (итал. Giovanni David(e); 15 сентября 1790, Неаполь— 1864, Санкт-Петербург, Российская империя) — итальянский оперный певец, обладатель необычайно высокого тенорового голоса — контральтино. Благодаря использованию техники falsettone, прекрасно справлялся с партиями, которые прежде исполняли кастраты. Первым исполнил ведущие партии в шести операх Россини. 
В случае достоверности сохранившихся мемуарных свидетельств, ни один тенор в истории оперы не мог брать нот более высоких, чем Давид. Стендаль писал: «Давиде — лучший из нынешних теноров; исполнение его блещет талантом, он беспрерывно импровизирует и иногда сбивается». В последние годы жизни — директор Итальянской оперы в Санкт-Петербурге.

## Биография
Сын оперного певца Джакомо Давида (1750—1830), ученика Николы Салы. Учился у отца. Дебютировал в 1808 году на сцене в Сиене в опере «Аделаида» С. Майра. С 1816 по 1822 годы — солист оперного театра Сан-Карло в Неаполе. Олицетворял «аристократическую тонкость и изящество», обладал широким вокальным диапазоном почти в три октавы, прекрасно владел колоратурными приёмами, много импровизировал. Челлетти называет его непревзойдённым мастером вокальной орнаментики. 
Наивысший успех сопутствовал Давиду в операх Дж. Россини, который высоко отзывался о нём. В возрасте 22 лет Россини создал для него партию Аврелиана в опере «Аврелиан в Пальмире», но Давид заразился корью и в последний момент был заменён другим певцом. Впоследствии первым исполнил главные партии в россиниевских операх «Турок в Италии» (Нарциссо), «Отелло» (Родриго), «Дева озера» (Уберто), «Риччардо и Зораида» (Риччардо), «Зельмира» (Ило), «Эрмиона» (Орест). Причина, по которой эти произведения почти не исполнялись до конца XX века, — в отсутствии теноров, способных повторить вокальные достижения Давида.
В 1822 году сопровождал Россини на гастроли в Вену и был приглашён проводить в последний путь своим вокалом великого Канову. Во второй половине 1820-х годов жил в Милане, где первым исполнил партии Агобара в опере «Арабы в Галлии» Дж. Пачини (1827), Фернандо в опере «Бьянка и Фернандо» В. Беллини (1828) и Роберта в опере Г. Доницетти «Замок Кенилворт» (1829). К этому времени голос его был достаточно изношен, отзывы о выступлениях были смешанными. Публика «Ла Скала» иногда освистывала его, и недостаточность его голоса для заполнения зала признавал Стендаль.
В 1830—1831 годах выступал на сценах Парижа и Лондона. Во время выступления в Анконе (1830) поклонники запустили в его честь воздушный шар и выставили в фойе театра бюст певца с хвалебными надписями. Иногда вместе с ним выступала дочь Джузеппина. С годами музыкальные критики всё чаще порицали его манерность и «жеманные жесты». К концу его карьеры, ввиду вокальных нововведений Дюпре, техника головного голоса вышла из моды, а применявший её Давид стал восприниматься как «чудак, капризный и ленивый», который вместо полного голоса прибегает к фальцету. 
В 1839 году оставил сцену и через год основал в Неаполе певческую школу. С 1844 года до конца жизни работал директором Итальянской оперы в Санкт-Петербурге.